# Viscum subracemosum
Viscum subracemosum är en sandelträdsväxtart som beskrevs av Sanjai & N.P.Balakr.. Viscum subracemosum ingår i släktet mistlar, och familjen sandelträdsväxter. Inga underarter finns listade i Catalogue of Life.